# 天子门水库
天子门水库是中国安徽省宣城市郎溪县境内的一座水库，位于长江南漪湖水系，建于1980年。水库正常库容为2140万立方米，集雨面积为36平方千米，海拔为62.7米。